# Derry Citizens' Defence Association
La Asociación de Defensa de los Ciudadanos de Derry, o, en inglés, Derry Citizens' Defence Association (DCDA) fue una organización establecida en Derry en julio de 1969 en respuesta a una amenaza de la Policía Real del Úlster (RUC, su acrónimo en inglés) y sindicalistas civiles a los residentes nacionalistas, en relación con el desfile anual de los Niños Aprendices de Derry el 12 de agosto. Esto siguió a los enfrentamientos con la RUC en enero y abril de 1969, que resultaron en una violencia generalizada. La DCDA desempeñó un papel destacado en la coordinación de los residentes del área en la Batalla del Bogside y fue el gobierno efectivo del autoproclamado Free Derry (Derry Libre) de agosto a octubre de 1969. Entre sus líderes se encontraban Seán Keenan, Paddy Doherty y Johnnie White. Keenan y White eran reconocidos republicanos.